# EPSXe
ePSXe (enhanced PSX emulator) é um emulador de PlayStation, sendo compatível com Microsoft Windows , Android OS , Ios, Linux. Foi desenvolvido por 3 autores, que usaram os apelidos "Calb", "_Demo_" e "Galer". ePSXe é de código fechado com exceção da application programming interface (API) usada na programação dos plug-ins.

## História
Por 7 anos, o ePSXe foi desenvolvido em segredo, longe do publico. Quando lançado em 14 de outubro de 2000, foi revolucionário na cena da emulação do PSX, superando pela alta compatibilidade e performance emuladores da época.
Após ePSXe 1.6.0 ser lançado em 5 de agosto de 2003, seu desenvolvimento estagnou, com rumores de que o código fonte havia sido perdido devido a uma falha no disco rígido. No entanto, em 5 de abril de 2008, os desenvolvedores fizeram um anúncio publico revelando que no verão de 2007 haviam decidido continuar o desenvolvimento do emulador, pelo encorajamento dos usuários. Em 24 de maio de 2008, é lançada a versão 1.7.0 e em 09 de novembro de 2012 a versão 1.8.0.

## Design
Como os emuladores modernos, o ePSXe faz uso de plug-ins para emular a GPU, o SPU (som) e o CD-ROM (funções de drive), modelo inicialmente utilizado no PSEmu Pro. Jogos podem ser carregados do drive de CDs do computador ou de muitos tipos de imagens de CD isso diretamente do HD do usuário.
A capacidade do patching permite ao usuário aplicar patches nos jogos. Jogos que não funcionam corretamente, ou nem mesmo começam, podem ser corrigidos e jogados com o uso dos arquivos de patch no formato .ppf. Vale lembrar que nem todos os jogos com problemas possuem patches.
Diferente de outros emuladores que usam a high level emulation para imitar as funções da BIOS do PlayStation, o ePSXe precisa de uma imagem da BIOS oficial do Sony PlayStation. Existem várias versões dessas BIOS, mas todas são de propriedade intelectual da Sony, então é ilegal distribuí-las. Por essa razão, o emulador não vem com tais arquivos, necessitando que o usuário as consiga.

## Requisitos
Segundo o site os requisitos são:
- Processador: mínimo Pentium 200 MHz, recomendado Pentium 3 com 1 GHz
- Memória RAM: mínimo 320 MB de RAM, recomendado 712 MB de RAM
- Placa de Vídeo: Placa de vídeo capaz de renderizar 3D com suporte para OpenGL, DirectX, ou Glide
- Sistema Operacional: Windows ou Linux
- CD-ROM: 16x ou mais (opcional)

## Plug-ins
- GPU: A maior parte dos plug-ins GPU renderizam em Direct3D, OpenGL, ou ainda Glide API, e são liberados como freeware ou com código aberto
- SPU: Os plug-ins SPU podem emular tudo desde música até efeitos de som, com variável sucesso dependendo das configurações do plug-in e também de qual está sendo usado
- CD-ROM: ePSXe já vem com um plug-in de CD-ROM, mas a outros disponíveis para download grátis sendo que podem chegar a emular 7 diferentes tipos de leitura
- Controle: O plug-in de base é suficiente, mas a outros que permitem mais funcionalidades.

## Compatibilidade
O emulador é capaz de rodar agora todos os jogos do PlayStation 1. No caso de haver problemas com algum jogo, patches podem ser usados para solucioná-los.
Muitos usuários baixaram a versão 1.5.2 para evitar o uso da 1.6.0. Isso ocorreu devido a versão 1.6.0 ter inúmeras complicações sendo que muitas foram corrigidas na versão 1.7.0; e agora com a versão 2.0.2 podem baixar sem medo de complicações, já que agora foi aperfeiçoado de tais modos que na atual versão não precisa da BIOS para jogar; e possui o modo multiplayer que pode ser jogado em dispositivos difentes ou ainda no mesmo dispositivo ficando a tela dividida ao meio; para o multiplayer em dispositivos diferentes primeiro precisam de conectar os telemóveis ou tabletes através do Wi-Fi e hotspot, depois entram no emulador primando multiplayer e quem espalhou rede clica em run server e o outro clica em run cliente, sendo assim o cliente funcionando como um joypad para o server.